# Torigni-sur-Vire
Torigni-sur-Vire és un municipi francès situat al departament de la Manche i a la regió de Normandia. L'any 2007 tenia 2.422 habitants.

## Demografia

### Població
El 2007 la població de fet de Torigni-sur-Vire era de 2.422 persones. Hi havia 1.088 famílies de les quals 428 eren unipersonals (172 homes vivint sols i 256 dones vivint soles), 356 parelles sense fills, 260 parelles amb fills i 44 famílies monoparentals amb fills.
La població ha evolucionat segons el següent gràfic:
Habitants censats

### Habitatges
El 2007 hi havia 1.239 habitatges, 1.110 eren l'habitatge principal de la família, 38 eren segones residències i 91 estaven desocupats. 932 eren cases i 299 eren apartaments. Dels 1.110 habitatges principals, 486 estaven ocupats pels seus propietaris, 604 estaven llogats i ocupats pels llogaters i 20 estaven cedits a títol gratuït; 24 tenien una cambra, 120 en tenien dues, 247 en tenien tres, 286 en tenien quatre i 433 en tenien cinc o més. 724 habitatges disposaven pel capbaix d'una plaça de pàrquing. A 576 habitatges hi havia un automòbil i a 355 n'hi havia dos o més.

### Piràmide de població
La piràmide de població per edats i sexe el 2009 era:
| Homes | Edats   | Dones |
| ----- | ------- | ----- |
| 0     | 95 o +  | 4     |
| 4     | 90 a 94 | 36    |
| 4     | 85 a 89 | 40    |
| 8     | 80 a 84 | 40    |
| 52    | 75 a 79 | 52    |
| 64    | 70 a 74 | 80    |
| 76    | 65 a 69 | 100   |
| 56    | 60 a 64 | 60    |
| 88    | 55 a 59 | 68    |
| 60    | 50 a 54 | 124   |
| 68    | 45 a 49 | 72    |
| 112   | 40 a 44 | 80    |
| 80    | 35 a 39 | 84    |
| 92    | 30 a 34 | 100   |
| 124   | 25 a 29 | 64    |
| 64    | 20 a 24 | 72    |
| 64    | 15 a 19 | 88    |
| 56    | 10 a 14 | 52    |
| 76    | 5 a 9   | 76    |
| 64    | 0 a 4   | 64    |

## Economia
El 2007 la població en edat de treballar era de 1.423 persones, 1.069 eren actives i 354 eren inactives. De les 1.069 persones actives 986 estaven ocupades (520 homes i 466 dones) i 83 estaven aturades (35 homes i 48 dones). De les 354 persones inactives 151 estaven jubilades, 103 estaven estudiant i 100 estaven classificades com a «altres inactius».

### Ingressos
El 2009 a Torigni-sur-Vire hi havia 1.099 unitats fiscals que integraven 2.290,5 persones, la mediana anual d'ingressos fiscals per persona era de 16.375 €.

### Activitats econòmiques
Dels 161 establiments que hi havia el 2007, 8 eren d'empreses alimentàries, 1 d'una empresa de fabricació d'elements pel transport, 7 d'empreses de fabricació d'altres productes industrials, 13 d'empreses de construcció, 39 d'empreses de comerç i reparació d'automòbils, 10 d'empreses de transport, 9 d'empreses d'hostatgeria i restauració, 4 d'empreses d'informació i comunicació, 12 d'empreses financeres, 7 d'empreses immobiliàries, 14 d'empreses de serveis, 27 d'entitats de l'administració pública i 10 d'empreses classificades com a «altres activitats de serveis».
Dels 41 establiments de servei als particulars que hi havia el 2009, 1 era una oficina d'administració d'Hisenda pública, 1 gendarmeria, 1 oficina de correu, 5 oficines bancàries, 1 funerària, 3 tallers de reparació d'automòbils i de material agrícola, 2 autoescoles, 3 paletes, 1 guixaire pintor, 4 fusteries, 3 lampisteries, 1 electricista, 5 perruqueries, 6 restaurants, 2 agències immobiliàries, 1 tintoreria i 1 saló de bellesa.
Dels 30 establiments comercials que hi havia el 2009, 2 eren supermercats, 2 botiges de menys de 120 m², 4 fleques, 4 carnisseries, 2 llibreries, 6 botigues de roba, 1 una botiga de roba, 2 sabateries, 2 botigues d'electrodomèstics, 2 drogueries, 1 una perfumeria i 2 floristeries.
L'any 2000 a Torigni-sur-Vire hi havia 12 explotacions agrícoles.

## Equipaments sanitaris i escolars
El 2009 hi havia 2 farmàcies i 1 ambulància.
El 2009 hi havia 1 escola maternal i 2 escoles elementals. Torigni-sur-Vire disposava d'un col·legi d'educació secundària amb 443 alumnes.

## Poblacions més properes
El següent diagrama mostra les poblacions més properes.